# Cratere Olena
Olena  è un cratere sulla superficie di Venere.